# Печење
Печење је посебан начин обрада меса, којим се месо загрева било топлим ваздухом (температура је у почетку 250 °C, a касније се смањи на 120 °C), или контактом меса и плоче (или решетки) на којима се месо налази. Печено месо одликује се бољим укусом од куваног, али није тако мекано и сочно. Прикладно је за тамна и светла меса. Месу се током печења не додаје течност, а након печења пре резања мора одстајати барем 15 минута.
Печење у пећи прикладно је за тамна меса, дивљач и пернату дивљач. Печење на ражњу прикладно је за светла меса попут телећих прса, телећих мишића, делова телећег бута, јагњећег, прасећег и пилећег меса. Када је једном готово, печење се сече на комаде, а многи гурмани препоручују да се једе док је вруће јер је тада најлепше, пријатног мириса и укуса. Бројним кулинарима и гурманима широм света печење било које врсте се свиђа свима, без обзира на године, порекло и начин живота.

## Историја
Пре проналаска и широке употребе пећи, храна се првенствено кувала на отвореном пламену са огњишта. За печење меса коришћене су решетке са ражњићима или, ако су били доступни, сложени аранжмани за окретање комада меса. У прошлости је овај метод често био повезан са вишом класом и посебним приликама, а не уобичајеним оброцима, јер је захтевао свеже убијено месо и велику пажњу током спремања. Било је лако покварити укус меса димном ватром или немаром да се месо не ротира у редовним интервалима. Тако су елитне породице, које су могле приуштити квалитетно месо, тај задатак поставиле би слугама или су инвестирале у технологију попут уређаја за аутоматско окретање. 
Са даљим технолошким напретком, печењу меса се приступило са новим могућностима. До 1860-их радничке породице могле су приуштити јефтине моделе пећи који су постали довољно доступни. Међутим, кључни елемент посматрања током печења постао је тежак и опасан за пећи на угаљ. Отуда је традиционално печење нестало, јер кухиње више нису биле опремљене за овај обичај, а убрзо након тога, „печење“ је постало „препечено“.

## Врсте меса од кога се спрема печење
Једна од основних подела меса јесте на црвено и бело месо. Разлика између црвеног и белог меса састоји се у томе што ове две врсте меса имају различита мишићна влакна.
Црвено (или тамно) месо
Црвено (или тамно) месо садржи такозвана споротрзајна мишићна влакна која се користи за неке активности које се обављају у дужем временском периоду. То су, на пример, стајање или ходање, односно активности за које је потребан сталан извор енергије. Црвено месо садржи веома важан протеин који се назива миоглобин. Његова основна функција је складиштење кисеоника у мишићним ћелијама. Што је више миоглобина у мишићним ћелијама, то ће месо бити црвеније. У црвено месо се убрајају, пре свега, свињско месо, јагњеће месо, говедина и јунетина. Такође, у листу црвених меса улазе и месо многи дивљачи и коњетина. Црвено месо садржи већи постотак масти, обилује са гвожђем и његова калоријска вредност је већа у односу на бело месо
Бело месо
За разлику од црвеног бело месо се састоји од брзо покретних мишићних влакана која тело користи када је потребно да у кратком временском периоду изврши активност која захтева пуно енергије. То су, на пример, трчање. Бело месо садржи гликоген, резерву угљених хидрата, која се такође производи у јетри. Кад је сирово, бело месо има прозирни, „стакласти“ изглед. Али, када се термички обради (кува, пече ...), тада се у овом месу јавља коагулација протеина и тада постаје бело. Као примери белог меса најчешће се узимају риба, пилетина, зечетина и ћуретина. Бело месо за разлику од црвеног има мањи постотак масти али садржи доста цинка који је нужан за одржавање имуног система.

### Које је печење здравије?
На вечито питање које је печење здравије, оно од црвеног или оно од белог меса одговор гласи: здраво је - црвено и бело - или оба. Печење о обе врсте меса треба јести равномерно како би се задовољиле све нутритивне потребе јер садрже (појединачно различите) многе хранљиве састојке. 
Према томе, ако нисте на посебној дијеталној исхрани из здравствених разлога, треба конзумирати разнолико, термички и хигијенски правилно припремљено печење, али умерено, са уживањем и према сопственим потребама.

## Опште информације о печењу меса
Печење се може применити на широку палету меса. Генерално, најбоље делује код печења целих пилића, ћуретине и мршавијих комада јагњетине, свињетине и говедине. Циљ печења је да се истакне укус самог меса, а не соса или паприкаша, као што се то ради при динстању или другим методама спремања применом влажне топлоте. 
Многа печења се везују концем пре печења, често користећи гребени чвор или пакерски чвор.  Везивање их држи заједно током печења, задржавајући пуњење унутра, а печење држи у округлом профилу, што промовише равномерно печење.
- Везивање меса канапом држи комаде меса у јединствену целину све време током печења

Црвено месо попут говедине, јагњетине и дивљачи, а одређене пернате дивљачи често се пече да би било „ружичасте“ или „хрскавије“, што значи да је центар печења и даље црвен. 
Печење је пожељан начин термичке обраде за већину живине, као и одређени део говедине, свињетине или јагњетине. Иако у неким ресторанима расте мода да се служи „свињско месо од руже“, код припреме ових комада, обавезно је праћење температуре у средини печења, као једини сигуран начин да се избегну болести које се преносе недовољно печеном храном.
Пре свега, треба нагласити да од начина печења зависи и укус испеченог меса. Па тако се и печење на ражњу и печење у пећници суштински разликују, како у погледу мириса и укуса, тако и у погледу физичко-хемијских процеса који се у месу током његове припреме одвијају. Процес печења меса који се обавља на ражњу, заснован је на окретању месе и његовом загревању углавном зрачењем топлог ваздуха, док се печење у рерни врши кондукцијом и конвекцијом топлоте а то су два различита физичка процеса.
Мајард-ова неензимска реакција
Током печења меса у њему се одвија Мајард-ова неензимска реакција између продуката насталих редукцијом угљених хидрата или њихових производа разградње са аминокиселинама или протеинима у месу. Реакцијом (на температури од око 140 °C до 165 °C) настају важна сензорно активна једињења која производима дају карактеристичну боју, укус и арому. С друге стране, настају и нека једињења са канцерогеним својствима, попут акриламида, ако се месо пече на превисокој температури. Ова реакција је типична за све производе од меса који су подвргнути топлотној обради печењем, као што су пекарски или месни производи, код којих промене топлоте током печења доводе до стварања карактеристичне златне до смеђе боје површине.

### Свежина меса и њена исправност
Свежина меса и начин на које је храњена животиња такође су чиниоци који утичу на квалитет печења.
Према медицинским истраживањима готово 69% (од око 200 узорака) у сировом свињском месу било је пуно штетних токсина и микроорганизама, познатих као Јерсинија Ентероколитика. Ови штетни микроорганизми могу да изазову многе здравствене проблеме, као што су: температура, гастроинтестинални проблеми, пролив, повраћање и грчеви. Да би се избегле штетне последице ових и других штетних микроорганизама, током печења меса мора се водити рачуна о температури печења, која несме бити нижа од 63 °C за месо у комаду.

### Време потребно за печење
У зависности од тежине, врсте меса и величине комада меса дужина печења се израчунава по формули:
1 кг меса = 1 сат печење + 10 минута  (стајања, да се кожа јаче запече).
Свињетина се просечно пече око сат и по времена за комад тежине 2 килограма. Ако се желите да из њега тече розе сок, време печења се скраћује. За овакву свињетину је потребно нешто мање од сат времена. Када се меса прободете и када из њега потече сок, то значи да је је од печења настао специјалитет звани "алангле".
Месо домаће живине и дивљачи, треба да се претходно скувају, динстају или бланширају.
Телетини је, за разлику од свињетине, за печење потребно мало више времена. Време печења зависи од тога како је месо претходно припремило за печење - да ли се претходно кувало, динстало или бланширало.
Код печења меса је важно да оно добије златкасту и хрскаву корицу. То се постиже печењем на високој температури. Када је корица готова, температура се дупло смањује, док месо не буде у потпуности готово.

## Припрема меса

### Маринирање
Месо које се спрема неколико сати раније маринирањем прво се посоли, а онда оставља да одстоји преко ноћи у маринади или пацу. Месо се обично маринирамо из два разлога - да додамо укус и да га омекшамо. Маринирање ће пружити месу богат укус, а већина маринада може добро да послужи и као сос, који се сипа на месо након завршетка печења. На тај начин, омогућено је да месо буде изузетно сочно.
За прављење маринаде најчешће се користе следећи састојци:
- Уље (сунцокретово или маслиново), које је основа маринаде.
- Киселина (попут лимуновог сока, вина или сирћета). Ово помаже да се поправи укус маринаде.
- Сезонски зачини по личном избору.
- Морска со, јер она побољшава укус и помаже месу да задржи довољно влаге док се пече.

Према жељи у маринаду се могу, додати и други састојци: бели лук, жалфија, кумин, сенф, соја сос, паприка - чак и кечап од парадајза у малим дозама, рузмарин. 
- Маринирање месу даје бољи укус и сочност

### Шпиковање
Када желимо да побољшамо укус печеног меса, приступа се шпиковању, као облику дораде меса, које се заснива на додавању зачина, других намирница или масноће са горње и унутрашње стране меса.
Шпиковати месе, практично значи убацити кроз мале прорезе у месу мање комаде димљене, квалитетне сланине, мањих парчади ченова белог лука, зрна бибера, бадем, киселе краставчиће ... 
Процес шпиковања је својеврсно набадање меса у правцу влакана танким тракама сланина, поврћем и зачинима. За то можете употријебити специјални иглу за шпиковање или нож танке оштрице, а којима ћете у комаду меса направити мале отворене налик џепићима који се пуне жељеним намирницама.
Највише се шпикује посно месо које не обилују масноћама, попут дивљачи. Мада можемо шпиковати и комаде меса који су већ прошарани масноћом (нпр. иако би печена свињска плећка била сама по себи сочна, још је боља и укуснија кад добије мирис димљене, суве, сланине).
Ако је месо већ прошарано масноћом, нема потребе за великим количинама сланина, бели лук се ставља по укусу, више или мање или га немојте стављати уопште.
Овако спремљено месо много је укусније и сочније него на класичан начин печено месо.

### Облагање
Пре печења месо се може облагати разним намирницама како би добило побољша укус и сочност. За облагање меса могу се користити суви зачини, сува сланина, пршута, сенф.
- Изглед печеног меса које је претходно облагано

### Роловање
Роловање је поступак припреме печеног меса претходно увезаног у ролат канапом или смештеног у специјалној мрежици ( што је много лакши начин роловања меса). Тиме се добија укусније печење од оног увијеног у алуминијумску фолије. Увијено у ролат месо никада неће пукнути и изгубити облик, а за разлику од печења у фолији добиће златну и хрскаву корицу. То се постиже печењем на високим температурама, све док се не формира кора, а када је она готова, температура се смањује два пута, све док месо не буде потпуно печено.
Овај начин припреме једноставан је за употребу, а добија се укусно печење лепог изгледа, које у средишњем делу може бити испуњено и додатно обогађено различитим састојцима (поврће, зачини, јаја, млевено месо, качкаваља, месне прерађевина итд).
- Везивање меса канапом држи комаде меса у јединствену целину све време током печења

## Начини печења меса

### Печење меса у рерни (фуруни)

#### Опште информације
Суштина печења у рерни је заправо процес сушења комада меса, баш као и када печемо неко јело од теста. У рерни се прво одвијају истовремени процеси испаравања и размене топлоте између површинског слоја меса и загрејаног ваздуха у рерни. Загрејани ваздуха у комаду меса, обавља истовремено процеса испаравања и сушења. Када довољно влаге испари из површинског слоја меса, и оно на површини постане суво слој остане готово сув, даљи процес испаравања се зауставља и тада долази до значајног пораста температуре површине меса (на око 140 степени и више) у месу се одвија Мајард-ове реакције која резултује крцкавом и укусном корицом.

#### Препоруке
Пре почетка печења меса рерна мора бити довољно загрејана како би се у њој обезбедили већа контрола температуре и уштедело на времену спремања. Како су грејачи у рерни (који производе топлоту) мале површине и не покрива целу површину унутрашњости рерне у рерни се након њеног укључивања не може обезбедити равномерно загревање комада меса које се пече, већ се то постиже тек након одређеног времена (око 10 минута јер се загревање врши путем ваздуха) када зидови рерне постану толико загрејани да постају емитери равномерне топлоте и самим тим и равномерније загревање меса.
Контрола температуре печења преко термостата није толико егзактна и врхунски кувари се не ослањају на њу, већ врше контролу температуре и влажност ваздуха посебним помагалом забоденим у комад меса.

Такође због конструкцијских недостатака рерне, она у различитим деловима има неуједначену температуру. Као је део код стакла хладнији и емитује мању количину енергије, мора се повремено мењати положај пекача унутар рерне. 
Током печења месо треба повремено преливати масноћом чиме се скраћује време трајања печења. Слој масноће понаша се као изолатор (као да је месо стављен додатни поклопац) и на тај начин температура унутар меса расте до већих вредности које могу бити веће и од 100 °C. Поред тога капљице воде које испаре са меса а нису прекривене машћу у додиру са врелом површином која је обложена машћу брже испаравају.
На температуру печења у рерни утиче и надморска висина, која убрзава или успорава испаравање воде из меса. Па тако на надморским висинама изнад 1.000 метра температура у рерни може бити нижа и за 7 °C све до стварања осушеног површинског слоја.
Дужина печења никада није иста и увек се мора пратити, што због влажности ваздуха, што због околне температуре у кухињи која је променљива. На дужину печења утиче и величина комада меса, и различита количина воде, и зато дужину печења треба одређивати непрестаним праћењем тока печења.
У начелу нпр. за прасеће печење препорука је да се дужина трајања обрачунава на основу тежине комада меса и то тако да је 1кг меса потребно 1 час печења + још 10 минута када се месо отклопи и пусти да се кожица јаче запече.
Уколико је прасе старије онда се на почетку и у неколико пута током печења прасе прелива пивом како би кожица била укуснија.
- Месо печено у пећници

#### Рецепт за прасеће печење из рерне
Пре стављања у рерну прасетину посолити са свих страна и потом ставити у посуду за печење тако да је кожа окренута нагоре. Затим у посуду за печење сипати око 30 мл воде и прелити комад прасетине са 30 грама растопљене масти
Прасетину пећи у рерни загрејаној на 250 °C уз повремено, на отприлике 20 минута, вађење посуде и бушења прасеће кожице на више места виљушком или ножем, како кожа не би пукла услед прегревања и да маст испод коже може изаћи и прелити се по површини коже.
У зависности од тежине комада меса и израчунава се дужина трајања печења  1кг = 1 сат печење + још 10 минута када се месо остави да се кожа јаче пече.
Ако је прасе старија, онда се на почетку и у неколико наврата током печења месо прелива пивом како би кожа била еластичнија и укуснија.

### Печење меса на ражњу
На просторима Балканског полуострва печење на ражњу припремано је од давнина. Легенда каже да су се хајдуци, ускоци и сви одметници с пролећа окупљали у шумама и виђење прослављали управо печењем са ражња. Данас је печење са ражња а пре свега прасе на ражњу специјалитет пре свега Шумадије, али га је могуће наћи и у осталим крајевима Србије. У Србију се данас, што може изгледати необично, веома често могу видети ражњеви на којима се пеку прасићи, како постављени стоје испред улаза у кафану, а гости окупљени седе и чекају да печење буде готово. А кад буде готово гости га наручују  “на кило”, и једу у кафани или га запаковано носе кућама.
Печење са ражња се једе се у свако доба године, иако се маснија печења због калоријске вредности препоручљивија у зимском периоду. Од старости животиња зависи колико ће месо бити тврдо и масно, па се као најбоље за печење на ражњу препоручује месо што млађе животиње.
Печење меса на ражњу  (дрвеној или металној шипки за печење меса) обавља се непрестаним ротирањем комада меса између два носача ражња испод кога се ложи ватра док се не добије жар у већој количини.
Припрема
Месо се пре постављања на ражањ усоли и прелије разним зачиним. Затим се ражањ са месом равномерно окреће изнад ватре док се месо не испече. Током печења месо се повремено прелива водом и разним зачинима.
Ражањ се окреће ручно или се за то користи снага водене бујице (река или поток) слично воденици. У новије време се ражањ окреће помоћу електромотора. На ражањ се најчешће ставља цела (после клања и обраде) животиња: во, ован, јагње, јарац, јаре, свиња, прасе, живина ... На ражњу се може пећи и разна дивљач.
Печењем на ражњу се добија веома укусно месо.
У новије време се производе и специјални електрични штедњаци (шпорети) у чијим је рернама (пећницама) инсталиран механизам за печење мање количине меса на ражњу (најчешће за живинско месо).
Неизбежан специјалитет на свим слављима, окупљањима у природи и славама у Србији је прасе на ражњу које се окреће изнад ватре и прелива пивом. Од свих јела са месом и свих врста меса, Срби некако највише воле прасе на ражњу. Овај посебан специјалитет постао је симбол свих, мањих и већих славља у Србији, окупљања под ведрим небом и традиционалних слава.
Колико је прасе на ражњу укусно, говори и чињеница да већина гостију из иностранства у кафанама и ресторанима Србије прво наручује управо прасеће печење. 
- Печење меса на отвореном пламену и жару

### Печење меса у фолији
Печење у фолији спречава се исушивање и сагоревање меса. Унутар такве врећице од алуминијума чува се сок екстрахован током топлотне обраде. Поред тога, месо је боље натопљено пратећим зачинима. Међутим, ова врста печења меса захтева искуство, јер у случају неправилног печења месо остаје превише свеже, чврсто и без укусне коре - јер је попут куваног а не печеног меса. 
Није свако месо погодно за овај начин печења. Најбоље је узимати комаде са малим слојевима масти - врат, шунка, плећка. Свињетина је одлична за ове сврхе, али могу се користити и говедине, телетине, јагњетина итд. Комади не смеју бити превелики - боље ће се испећи. Оптимална величина је комад меса величине од 10 до 20 центиметара. 
Како припрему већих комада меса компликује чињеница да у средини пулпе печење може остати свежа, без соли и зачина, пре печења месо трба намочимо максимално, тако да не буде само кора буде укусна. Да би се то урадило, убода се оштрим врхом ножа неколико пута комад меса, чинећи тако дубоке уздужне резове, а пожељно је пре печења у фолији месо маринирати у трајању од неколико сати, или целе ноћи. Најједноставније маринаде су лук, намочен у чаши стоног белог вина (за свињетину) или црвеног (за говедину). Али може се и експериментисати: на пример, свињско месо намазати биљним уљем са разним зачинима или га намазати сенфом и медом.
Превише посну говедину и друга слична меса треба умотати у танке кришке сланине или умотати у скраму.
- Печење меса у алуминијумској фолији

Време кувања меса у фолији може да варира у зависности од температуре на којој се припрема и од величине комада меса. Обично на температури од 380-400 степени у добрим пећницама за 1 кг меса довољно је 15-30 минута. Ако је максимално загревање рерне ниже, тада ће за 1 кг меса у комаду требати 1 час до - 1 час и 15 мин. Када је печење готово лако се може проверити: кад је на преклопима фолије дошло до затамњења, и појаве поцрнелих углове у којима је део месног сока изгорео након достизања пуне готовости.

### Печење меса у црепуљи под сачем
Печење меса у црепуљи под сачем врши се на отвореном ложишту (огњишту), након што се претходно разгрне запаљена ватра и у средини и на то место, ставља се црепуља са месом. Потом се преко ње ставља сач, и све то се затрпава жаром.
Након одређеног времена које је потребно да се месо испече, жар и пепео се жарачем или лопатицом скину са сача, сач се жарачем подигне и печење се узме из црепуље. 
Има случајева, када се месо пече да се не користи црепуља, већ се керамичка или метална посуда са месом ставља директно на земљу, или циглама поплочано огњиште и само покрива сачем. 
Меса спремљена на овакав начин спадају у етно специјалитете у Србији, Босни и Херцеговини и Црној Гори.
- Печење меса у посуди или црепуљи под сачем
- Метални сач и посуда за печење
- Земљани сач и посуда за печење

### Печење меса у кеси за печење
Када се месо стави у кесу, додају се сви зачини, тако да се месо пече у његовом сосу, што одмах побољшава укус саме хране, јер се зачини најбоље комбинују са осталим састојцима. Такође, користи се мање зачина него обично, због мањег растура, а добија се и богатију укус. Последњих деценија домаћице широм света користе кесе за печење јер су заиста практичне, мада оне и имају следеће предности и недостатке:
Предности
- Штеди време, јер се месо брже пече. Оне задржавају пару и сокове, а понекад смањују време припреме хране за скоро половину.
- Лакше је преместити оно што је испечено из кесе на тањир за сервирање - само треба исећи кесу ножем или маказама и из ње извадити јело.
- Ове кесе нису скупе, поготово ако се зна да ће се уштедети на чишћењу рерне и електричне енергије, јер скраћују време кувања. На овај начин чува се и рерна, јер ће се мање трља, гребе и струже од накупљене масноће након печења.
- Једноставни су за употребу. Једино на шта требате обратити пажњу је да вас приликом отварања кесе не опече пара.

Супротстављени ставови
- Многе домаћице су одбациле идеју паковања и печења у овим кесама јер сматрају да су здравствено небезбедне. Иако је потврђено да током печења ове кесе у храну не испуштају штетне материје, многи у то не верују.
- Друге домаћице верују да су ове вреће у истом рангу као и алуминијумска или пластична фолија - и да нису савршене, али нису ни опасне по здравље.